# Cahiers d’études germaniques

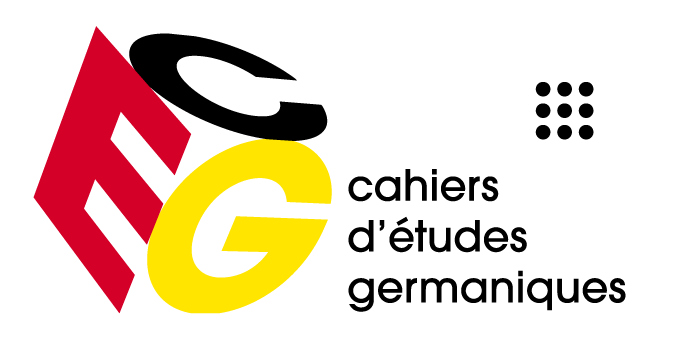
Logo der Zeitschrift Cahiers d'études germaniques

Die Cahiers d’études germaniques (CEG) sind eine wissenschaftliche Zeitschrift vier germanistischer Forschungszentren im Süden Frankreichs: Échanges (Aix-Marseille Université), LCE (Université Lumière-Lyon-II), CREG (Université Paul-Valéry-Montpellier) et CREG (Université Toulouse-Jean-Jaurès).
Den deutschsprachigen Ländern gewidmet, veröffentlicht die Zeitschrift jährlich zwei Themenbände, in welchen Geschichte, Wissenschaft, Literatur, Kunst verschiedener geokultureller Bereiche, insbesondere aus dem französischsprachigen und dem deutschsprachigen Raum, miteinander verknüpft werden.
Das Redaktionskomitee der CEG setzt sich aus gewählten Mitgliedern der Partneruniversitäten zusammen. Es wird bei seinen Aufgaben von einem wissenschaftlichen Beirat unterstützt, welchem französische und ausländische Forscher angehören, sowie von einem Gutachterkreis, der aus zahlreichen Spezialisten der Germanistik in Frankreich besteht.
Seit Januar 2018 existieren die Cahiers d’études germaniques auch in einer digitalen Version, die (ab Nr. 62) auf der Plattform OpenEdition Journals verfügbar ist. Das Archiv der Zeitschrift (Nr. 1 bis 61) befindet sich auf dem Portal Persée.

## Geschichte
Gegründet im Jahr 1972 an der Université de Provence (Aix-Marseille I), zielte die Zeitschrift in ihren Anfängen darauf ab, die dort betriebene germanistische Forschung zu verbreiten und der französischen sowie ausländischen Leserschaft zugänglich zu machen. Die ersten Beiträge kamen von Professoren und Doktoranden der Université de Provence: Sie veröffentlichten die Ergebnisse ihrer Arbeit in einer jährlichen Ausgabe.
In den darauffolgenden zehn Jahren schlossen sich die Forschungszentren für Germanistik der Universitäten Lyon II und Nice Sophia Anipolis (1986) sowie Montpellier 3 (1988) dem Projekt an, im Jahr 2008 kamen die Germanisten der Universität Toulouse II hinzu. Die Universität von Nizza zog sich 2013 aus dem Projekt zurück, einige Germanisten der Universität sind jedoch weiterhin als Einzelpersonen an der Zeitschrift beteiligt.
Die CEG vereinen heute die Forschungszentren der Germanistik in Südfrankreich.
Die bis 2015 unabhängige Printpublikation wird seit Anfang 2016 von den Presses Universitaires de Provence (PUP) übernommen.
Seit 2018 wird die Zeitschrift gemeinsam von Susanne Böhmisch (Aix-Marseille Université) und Hilda Inderwildi (Université Toulouse-Jean-Jaurès) geleitet. Die elektronische Ausgabe, die von Hélène Barrière eingeführt wurde, wird derzeit von Nathalie Schnitzer (Aix-Marseille Université) betreut.
Den Gründern der Zeitschrift Alain Calvié und Daniel Rocher folgten in der Leitung der CEG die Germanisten Martine Dalmas (Université Paris-Sorbonne), Jaques Grandjonc, Ingrid Haag (Aix-Marseille Université), Karl Heinz Götze (Aix-Marseille Université) und Hélène Barrière (Université de Franche-Comté).

## Redaktionelle Arbeitsweise und Geschäftsmodell
Jede der vier Partneruniversitäten trägt zu gleichen Teilen zur Finanzierung der CEG bei. Entsprechend den Ursprüngen der Veröffentlichung bleibt die Administration der CEG in Aix-en-Provence: Das Maison de la Recherche der l'UFR ALLSH d'AMU ist zurzeit für die finanzielle Verwaltung der CEG zuständig.
Die Zeitschrift hat ein Redaktionskomitee von 15 bis 17 Mitgliedern, die von den Germanisten der vier beteiligten Forschungszentren gewählt werden. Dieses Redaktionskomitee wird von einem internationalen wissenschaftlichen Beirat (14 Mitglieder) bezüglich der redaktionellen Ausrichtung und von einem nationalen Gutachterkreis (9 bis 13 Mitglieder) bezüglich der Auswahl der Texte unterstützt. Das Redaktionskomitee trifft sich zweimal jährlich in Aix-en-Provence.
Der Vorstand besteht aus vier Mitgliedern (eines aus jeder Partneruniversität), hinzu kommt seit 2018 auch die Verantwortliche für die elektronische Publikation.
Die Veröffentlichungssprachen sind Deutsch und Französisch, sehr selten auch Englisch. Die in den CEG veröffentlichten Texte wurden zuvor noch nicht publiziert. Sie werden durch zwei Gutachten im Peer-Review-Verfahren nach der Single-Blind-Review geprüft und dem Redaktionskomitee vorgelegt. Sollten sich die zwei Gutachten zu stark unterscheiden, gibt es ein drittes Gutachten. Die Druckausgabe hat eine Auflage von 120 Exemplaren und wird über Abonnements und im Buchhandel vertrieben. Die Zeitschrift ist frei auf OpenEdition Journals zugänglich und seit Januar 2024 Teil des Abonnement-Pakets Freemium.

## Halbjähriges Erscheinen
Die CEG veröffentlichen jedes Jahr zwei thematische Ausgaben mit einem Umfang von 200 bis 300 Seiten.
Die Zeitschrift veröffentlicht nicht nur Ausgaben, die von Mitgliedern der vier Partneruniversitäten getragen werden, sondern auch Bände, die von externen französischen oder ausländischen Forschern betreut werden. Ein Regelwerk für Verantwortliche der Ausgaben legt die mit diesem Engagement verbundenen Verantwortlichkeiten und Aufgaben fest.

## Eine allgemein ausgerichtete Zeitschrift
Zahlreiche Artikel der CEG stammen von ausländischen Forschern. Die veröffentlichten Arbeiten betreffen alle deutschsprachigen Länder, auch in ihren Beziehungen zu anderen Sprach- und Kulturräumen, insbesondere dem französischsprachigen Raum. Das chronologische Spektrum reicht von den Anfängen bis in die Gegenwart.
Die Zeitschrift legt außerdem einen Fokus auf inter- und transkulturelle Problematiken.
Anfangs versammelten die CEG Beiträge aus allen Gebieten der germanistischen Studien, die damals unter den Rubriken « Zivilisation, Linguistik, Literatur » eingeteilt waren. Die Zeitschrift hat diesen generalistischen Anspruch beibehalten. Seit 1986 gibt es keine Varia oder Rezensionen mehr.
Die CEG stehen heute einer breiten Palette von Disziplinen, Spezialisierungen und Ansätzen offen: Kunst, Intermediale Studien, Geschichte, Ideengeschichte, Linguistik, Literatur, Kulturwissenschaften, Gender Studies. Dies zeigt sich auch in den in den Komitees vertretenen Fachrichtungen. Zudem wirken in einigen Ausgaben Künstler, Philosophen, Rhetoriker, Theaterwissenschaftler, Soziologen etc. als Beitragende oder Herausgeber mit.
Die CEG richten sich an Germanisten, aber auch an alle, die sich für die deutsche Sprache und Kultur interessieren.

## Digitaler Zugang zum Zeitschriftenarchiv
- Für die Druckausgaben: https://echanges.univ-amu.fr/?q=content%2Factivites-editoriales
- Für die digitalen Ausgaben: https://journals.openedition.org/ceg/263 (ab Nr. 62) https://www.persee.fr/collection/cetge (Nr. 1 bis 61)
- Die CEG sind in folgenden Informationssystemen referenziert: Ent'revues[12], Mir@bel[13], Germanistik im Netz, Elektronische Zeitschriftenbibliothek EZB.